# Xinhua Hu
Xinhua Hu (kinesiska: 新华湖) är en sjö i Kina. Den ligger i provinsen Heilongjiang, i den nordöstra delen av landet, omkring 160 kilometer väster om provinshuvudstaden Harbin. Xinhua Hu ligger 126 meter över havet. Arean är 9,4 kvadratkilometer. Trakten runt Xinhua Hu består i huvudsak av gräsmarker. Den sträcker sig 5,4 kilometer i nord-sydlig riktning, och 3,7 kilometer i öst-västlig riktning.
Genomsnittlig årsnederbörd är 717 millimeter. Den regnigaste månaden är juli, med i genomsnitt 204 mm nederbörd, och den torraste är januari, med 5 mm nederbörd.